# Bernardo Rogora
Bernardo Rogora (Solbiate Olona, 6 december 1911 – aldaar, 9 december 1970) was een Italiaans wielrenner en veldrijder. 

## Belangrijkste overwinningen
1933
Milaan-Modena
1934
5e en 8e etappe Ronde van Catalonië
Eindklassement Ronde van Catalonië
1937
 Italiaans kampioen veldrijden

## Resultaten in voornaamste wedstrijden
| Jaar | Ronde van Italië | Ronde van Frankrijk | Ronde van Spanje |
| ---- | ---------------- | ------------------- | ---------------- |
| 1933 | 24e              |                     |                  |
| 1934 | 12e              |                     |                  |
| 1935 |                  |                     |                  |
| 1936 | 25e              |                     |                  |
| 1937 | 8e               |                     |                  |
| 1938 | 14e              |                     |                  |
| 1939 | 10e              |                     |                  |
| 1933 | 13e              |                     |                  |

| Jaar | Milaan-San Remo | Ronde van Lombardije |
| ---- | --------------- | -------------------- |
| 1933 | 61e             | 5e                   |
| 1934 | 7e              |                      |
| 1935 |                 |                      |
| 1936 |                 | 20e                  |
| 1937 |                 |                      |
| 1938 | 11e             | 12e                  |
| 1939 | 13e             |                      |
| 1940 | 20e             |                      |